# Martín Guerrico
Martín Guerrico (San Isidro; Buenos Aires, 11 de noviembre de 1838 - Ciudad de Buenos Aires, 8 de octubre de 1929) fue un militar argentino, contraalmirante de la Marina, combatiente de la Guerra entre la Confederación Argentina y el Estado de Buenos Aires y la Guerra de la Triple Alianza; y jefe de la instrucción naval y la exploración de la Patagonia argentina.

## Biografía
Nació en San Isidro (provincia de Buenos Aires) el 11 de noviembre de 1838, hijo del coronel Gregorio Guerrico Eguren, uno de los hijos de José Prudencio Guerrico, y de Dolores Fuentes Arguibel, sobrina de Andrés Arguibel, el principal agente de las Provincias Unidas del Río de la Plata en España en las primeras dos décadas del movimiento revolucionario, hermana de Mercedes Fuentes Arguibel (1815-1907), esposa de Juan Bautista Pedro Ortíz de Rozas Ezcurra (1814-1870), hijo de Juan Manuel de Rosas.
El 22 de abril de 1859 se recibió con distinción como guardiamarina ingresando en la escuadra del Estado de Buenos Aires, en el marco de la guerra entre la Confederación Argentina y el Estado de Buenos Aires.
El 1 de julio embarcó en el vapor Caaguazú al mando del comandante Antonio Somellera.
Participó del cañoneo contra las baterías de Rosario (Argentina) sostenido por la escuadra porteña al mando de Antonio Susini y asistió a la acción naval de San Nicolás de los Arroyos (1859) contra la escuadra nacional comandada por Luis Cabassa cubriendo la evacuación de las tropas de Bartolomé Mitre vencidas en la batalla de Cepeda, durante la cual mantuvo un intenso cañoneo con el vapor 9 de Julio, el antiguo vapor Correo o General Pinto en manos nacionales desde la sublevación de su tripulación.
Concluida la guerra pasó al vapor Guardia Nacional hasta que el ministro de guerra del Estado de Buenos Aires Juan Andrés Gelly y Obes lo envió a Europa con el fin de efectuar estudios de perfeccionamiento en la Escuela Naval Militar (España).
Ya en España, el 23 de enero de 1861 ingresó a la Escuela Náutica de Bilbao y tras graduarse de piloto pasó a Francia en un buque de la armada española para, tras regresar a Bilbao, embarcarse con destino a Liverpool con el objetivo de efectuar prácticas de navegación de altura. Un buque mercante de bandera española lo condujo posteriormente a Puerto Rico y a La Habana para incorporarse a la Escuadra de las Antillas, pero en Cuba contrajo el cólera y sólo después de una larga enfermedad pudo incorporarse a la fragata de guerra Lealtad.
Tras servir en esa estación partió en un buque de mercante rumbo a Inglaterra el cual, a punto de zozobrar, debió ser remolcado a Plymouth. Decidido a regresar a su país, se embarcó en el vapor Córdoba, arribando el 11 de mayo de 1865 en los primeros días de la Guerra de la Triple Alianza.
Guerrico elevó al gobierno una nota de agradecimiento por su contribución a su educación naval y pidió que se le descontara de sus haberes futuros al menos los gastos de viaje. Poco tiempo después agregó un reclamo exigiendo que no se le continuara abonando el sueldo de subteniente de marina dado que aún no tenía sus despachos ni servía siquiera en buque alguno.
Finalmente, con el grado de subteniente de marina pasó al Guardia Nacional como ayudante del coronel José Murature, jefe de la escuadra argentina. El 12 de agosto de 1865 participó del combate de Paso de Cuevas, que sería la última acción de combate en guerra externa de la Armada Argentina hasta la guerra de Malvinas.
Asistió al bombardeo de la Fortaleza de Itapirú el 17 de abril de 1866, previo al combate del 18 de abril. Pocos meses después recibió de Murature el encargo de transportar refuerzos a las tropas que el general Bartolomé Mitre concentraba para atacar las posiciones paraguayas en Curupaytí. Previendo que la exigua escuadra argentina, reducida a funciones de transporte, no volvería a entrar en combate, Guerrico solicitó a Mitre autorización para participar en las filas del ejército en la acción prevista para el día siguiente. Concedida su petición, el 22 de septiembre luchó en la batalla de Curupaytí y por su comportamiento mereció el escudo otorgado por el Congreso a los partícipes de esa jornada.
Por orden del general Ignacio Rivas, quien planeaba una campaña a través del Chaco para tomar por la espalda la fortaleza de Humaitá, levantó el plano topográfico de la península de Humaitá y de las fortificaciones enemigas.
Incorporado a la escuadra el vapor Amazonas, fue por poco tiempo asignado como oficial a bordo y transportó tropas y pertrechos al frente, pero el 30 de enero de 1868 fue designado segundo del vapor Pavón, afectado al apoyo de las operaciones finales de la guerra.
Cuando se produjo el asesinato de Justo José de Urquiza el 11 de abril de 1870, el sargento mayor Guerrico al mando del Pavón transportó a Gualeguaychú a las fuerzas nacionales del llamado Ejército de Observación que marcharon a las órdenes del general Emilio Mitre para reprimir la rebelión jordanista.
En 1871 fue puesto al frente de la escuadra del río Paraná, enarbolando su insignia en el vapor Pampa.
Durante su comisión transportó tropas y pertrechos bajo el fuego de las baterías emplazadas por los revolucionarios en las barrancas de Paraná. Finalizada su misión, fue ascendido a teniente coronel graduado el 10 de octubre de ese año.
Posteriormente fue designado jefe de la escuadrilla del Río Negro por lo que se trasladó a Carmen de Patagones a bordo del aviso Itapirú (luego renombrado Río Negro), pero el pequeño vapor no era adecuado para la misión y sólo pudo adentrarse hasta la isla Choele Choel sin poder superar el punto alcanzado por Ceferino Ramírez, debiendo suspender la exploraración de los ríos Río Negro (Argentina), Limay, Neuquén y sus afluentes. Terminada su comisión en enero de 1873 regresó a la ciudad de Buenos Aires.
Por el salvataje de náufragos norteamericanos de la barca Mary E.Parker en aguas del golfo San Matías, el presidente de los Estados Unidos general Ulysses S. Grant le obsequió una espada de honor.
Al estallar la segunda rebelión en la provincia de Entre Ríos, fue designado jefe de la escuadrilla del río Uruguay con la misión de impedir el paso de armas y refuerzos a las tropas revolucionarias, permaneciendo varios meses en esas tareas durante las que apresó algunos lanchones de cabotaje.
El 26 de octubre de 1873 el gobierno de Chile emitió una declaración afirmando que la autoridad de esa nación debía ser respetada al sur del río Santa Cruz. El gobierno promovió a Guerrico a teniente coronel, le dio el mando de la llamada "División del Sur" y lo envió al mando del bergantín goleta Rosales el 14 de agosto de 1874 con la misión de reconocer las costas atlánticas de la patagonia y tomar posesión de la margen norte del río Santa Cruz hasta que se resolviera el conflicto. Regresó a Buenos Aires en enero de 1875 tras comprobar que los buques de guerra chilenos frecuentaban el río utilizando libremente sus márgenes. Con la Rosales realizó en 1876 el balizamiento del puerto de Bahía Blanca.
Tras el motín de los gabanes, por decreto del 21 de junio de 1877 la Escuela Naval fue disuelta y reorganizada en la misma fecha con el nombre de "Escuela Naval Teórico-Práctica" con asiento en la cañonera Uruguay, parte de la Escuadra de Sarmiento. Guerrico fue nombrado comandante y director de la escuela, siendo responsable de preparar un nuevo reglamento de estudios.
Al agravarse la situación en el sur, en 1878 participó de la Expedición Py al río Santa Cruz, destinada a defender la soberanía argentina en ese territorio. La Uruguay zarpó de Buenos Aires el 13 de noviembre, el 17 se reunió en Patagones con otros buques de la división al mando del coronel de marina Luis Py. Aún en operaciones, el 17 de diciembre a bordo de la Uruguay los alumnos de la Escuela Naval dieron sus exámenes. Los del último año, los cadetes Agustín del Castillo, Emilio Barilari y Alberto Cánepa fueron incorporados directamente con el grado de subtenientes. Solucionado el conflicto, el 14 de enero regresó a Buenos Aires con la Escuela Naval a bordo.
En 1880 la Escuela Naval Militar reinició sus actividades a bordo del General Brown, que se convirtió en "Buque Escuela" al mando de Martín Guerrico y con apostadero en Río Luján. Guerrico estuvo al frente hasta junio de aquel año, mes en que estalló la Revolución de 1880 a la cual adhirió.
Posteriormente fue comandante del monitor Los Andes y en 1888 fue comisionado por el gobierno argentino a Europa para adquirir pontones y las barcas Martín García, Diamante y Ushuaia. Al ser reinstalada la Escuela Naval en el antiguo caserón de Juan Manuel de Rosas situado en el barrio de Palermo (Buenos Aires), Guerrico fue nuevamente convocado para servir como director del establecimiento, cargo que ocupó desde el 17 de agosto de 1893 hasta 1896.
En 1898, cumplidos los 60 años, debió pasar a retiro al negarse a aceptar el ascenso a contraalmirante para continuar su carrera. En 1917, con casi 80 años y hallándose en situación de retiro, una ley le concedió dicho grado en homenaje a su trayectoria y fue invitado a embarcar como pasajero en la fragata Sarmiento, compartiendo así con los cadetes el viaje de instrucción alrededor del mundo. En julio de 1929 enfermó gravemente y murió el 8 de octubre de ese año.
Había casado en octubre de 1870 con Carmen Dibur Serrano, fallecida en Buenos Aires el 2 de febrero de 1892 y con quien tuvo seis hijos: María Luisa, Dolores, Martín, Carmen, Sara y el ingeniero naval capitán de fragata Federico Guerrico Dibur.
Una corbeta misilística de la Armada Argentina lleva el nombre ARA Guerrico en su honor, al igual que una calle en la ciudad de Buenos Aires (Villa Lugano) y un pueblo, Contralmirante Martin Guerrico, en el Alto Valle de la provincia de Río Negro.